# Maurizio Gaudino
Maurizio Gaudino (n. Brühl, Alemania, 12 de diciembre de 1966) es un exfutbolista y actual entrenador alemán-italiano, que jugaba de mediocampista y militó en diversos clubes de Alemania, Inglaterra, México, Suiza y Turquía.

## Selección nacional
Gaudino jugó 5 partidos internacionales, para la selección nacional alemana y anotó solo un gol. Participó en una sola edición de la Copa del Mundo FIFA y fue en la edición de Estados Unidos 1994, donde la selección alemana, fue eliminada de ese mundial en los cuartos de final, a manos de la sorprendente Bulgaria de Hristo Stoichkov, equipo que posteriormente obtuvo el cuarto lugar de ese mundial. Eso si, Gaudino no jugó en ninguno de los 5 partidos, que la selección alemana disputó, en el Mundial de Estados Unidos 1994.

### Participaciones en Copas del Mundo
| Mundial                        | Sede           | Resultado        |
| ------------------------------ | -------------- | ---------------- |
| Copa Mundial de Fútbol de 1994 | Estados Unidos | Cuartos de final |

## Clubes

### Como jugador
| Club                | País       | Año       |
| ------------------- | ---------- | --------- |
| Waldhof Mannheim    | Alemania   | 1981-1987 |
| Stuttgart           | Alemania   | 1987-1993 |
| Eintracht Frankfurt | Alemania   | 1993-1994 |
| Manchester City     | Inglaterra | 1994-1995 |
| América             | México     | 1995-1996 |
| FC Basilea          | Suiza      | 1997-1998 |
| Bochum              | Alemania   | 1998-1999 |
| Antalyaspor         | Turquía    | 1999-2002 |
| Waldhof Mannheim    | Alemania   | 2003      |

### Como entrenador
| Club             | País     | Año       |
| ---------------- | -------- | --------- |
| Waldhof Mannheim | Alemania | 2004-2005 |